# Список памятных монет СССР (1990-е)
| полный                                               | 1960-е | 1970-е | 1980-е | 1990—1991 | 1992—… |
| • подстраницы • используемые шаблоны • править шапку |        |        |        |           |        |

| День выпуска    | Каталожный номер | Тираж и качество                              | Номинал (в рублях) | Металл                 | Название | Аверс           | Реверс           |
| --------------- | ---------------- | --------------------------------------------- | ------------------ | ---------------------- | --- | --------------- | ---------------- |
| 18 января 1990  | 3009-0038        | 3 000 000 - Обычное исполнение 400 000 — пруф | 1                  | медно- никелевый сплав | 130-летие со дня рождения А.П. Чехова — русского писателя                                                         | Аверс 3009-0038 | Реверс 3009-0038 |
| 15 марта 1990   | 3012-0008        | 3 000 000 - Обычное исполнение 400 000 — пруф | 5                  | медно- никелевый сплав | Большой дворец (Петродворец)                                                                                      | Аверс 3012-0008 | Реверс 3012-0008 |
| 23 апреля 1990  | 3111-0005        | 25 000 — пруф                                 | 3                  | серебро                | 250 лет открытия Русской Америки: Экспедиция Д.Кука в Русскую Америку, 1778 г.                                    | Аверс 3111-0005 | Реверс 3111-0005 |
| 23 апреля 1990  | 3318-0013        | 6 500 — пруф                                  | 150                | платина                | 250 лет открытия Русской Америки: Бот «Св. Гавриил» и командир М. Гвоздев, 1732 г.                                | Аверс 3318-0013 | Реверс 3318-0013 |
| 23 апреля 1990  | 3414-0001        | 15 000 — бриллиант-анциркулейтед              | 10                 | палладий               | Русский балет: Танцующая балерина                                                                                 | Аверс 3414-0001 | Реверс 3414-0001 |
| 23 апреля 1990  | 3415-0005        | 3 000 — пруф                                  | 25                 | палладий               | Русский балет: Танцующая балерина                                                                                 | Аверс 3415-0005 | Реверс 3415-0005 |
| 23 апреля 1990  | 3415-0006        | 27 000 — бриллиант-анциркулейтед              | 25                 | палладий               | Русский балет: Танцующая балерина                                                                                 | Аверс 3415-0006 | Реверс 3415-0006 |
| 23 апреля 1990  | 3415-0007        | 6 500 — пруф                                  | 25                 | палладий               | 250 лет открытия Русской Америки: Пакетбот «Св. Петр» и капитан-командор В. Беринг, 1741 г.                       | Аверс 3415-0007 | Реверс 3415-0007 |
| 23 апреля 1990  | 3415-0008        | 6 500 — пруф                                  | 25                 | палладий               | 250 лет открытия Русской Америки: Пакетбот «Св. Павел» и капитан-командор А. Чириков, 1741 г.                     | Аверс 3415-0008 | Реверс 3415-0008 |
| 25 апреля 1990  | 3009-0039        | 3 000 000 - Обычное исполнение 400 000 — пруф | 1                  | медно- никелевый сплав | 150 лет со дня рождения П.И. Чайковского — русского композитора                                                   | Аверс 3009-0039 | Реверс 3009-0039 |
| 8 мая 1990      | 3009-0040        | 2 000 000 - Обычное исполнение 400 000 — пруф | 1                  | медно- никелевый сплав | 45-я годовщина Победы советского народа в Великой Отечественной войне 1941-1945гг. Маршал Г. К. Жуков             | Аверс 3009-0040 | Реверс 3009-0040 |
| 29 июля 1990    | 3012-0009        | 3 000 000 - Обычное исполнение 400 000 — пруф | 5                  | медно- никелевый сплав | Успенский собор в Москве                                                                                          | Аверс 3012-0009 | Реверс 3012-0009 |
| 13 августа 1990 | 3009-0041        | 3 000 000 - Обычное исполнение 400 000 — пруф | 1                  | медно- никелевый сплав | 500-летие со дня рождения Франциска Скорины — выдающегося деятеля славянской культуры                             | Аверс 3009-0041 | Реверс 3009-0041 |
| 13 августа 1990 | 3111-0006        | 20 000 — пруф                                 | 3                  | серебро                | Исторические памятные и юбилейные даты: Всемирная встреча на высшем уровне в интересах детей, Нью-Йорк, 1990 г.   | Аверс 3111-0006 | Реверс 3111-0006 |
| 3 сентября 1990 | 3216-0003        | 1 500 — пруф                                  | 50                 | золото                 | 500-летие единого русского государства: Церковь Архангела Гавриила, XVIII в., Москва                              | Аверс 3216-0003 | Реверс 3216-0003 |
| 5 сентября 1990 | 3111-0007        | 40 000 — пруф                                 | 3                  | серебро                | 500-летие единого Русского государства: Флот Петра Великого, XVII-XVIII вв.                                       | Аверс 3111-0007 | Реверс 3111-0007 |
| 5 сентября 1990 | 3111-0008        | 40 000 — пруф                                 | 3                  | серебро                | 500-летие единого Русского государства: Петропавловская крепость, XVIII в.                                        | Аверс 3111-0008 | Реверс 3111-0008 |
| 5 сентября 1990 | 3217-0015        | 14 000 — пруф                                 | 100                | золото                 | 500-летие единого русского государства: Памятник Петру I в С.-Петербурге, 1782 г.                                 | Аверс 3217-0015 | Реверс 3217-0015 |
| 5 сентября 1990 | 3318-0014        | 16 000 — пруф                                 | 150                | платина                | 500-летие единого русского государства: Полтавская битва, 1709 г.                                                 | Аверс 3318-0014 | Реверс 3318-0014 |
| 5 сентября 1990 | 3415-0009        | 12 000 — пруф                                 | 25                 | палладий               | 500-летие единого русского государства: Пётр I – преобразователь                                                  | Аверс 3415-0009 | Реверс 3415-0009 |
| 6 сентября 1990 | 3009-0042        | 3 000 000 - Обычное исполнение 400 000 — пруф | 1                  | медно- никелевый сплав | 125-летие со дня рождения Яниса Райниса — латышского писателя                                                     | Аверс 3009-0042 | Реверс 3009-0042 |
| 31 октября 1990 | 3012-0010        | 3 000 000 - Обычное исполнение 400 000 — пруф | 5                  | медно- никелевый сплав | Институт древних рукописей Матенадаран в Ереване                                                                  | Аверс 3012-0010 | Реверс 3012-0010 |
| 7 февраля 1991  | 3009-0043        | 2 500 000 - Обычное исполнение 350 000 — пруф | 1                  | медно- никелевый сплав | 550 лет со дня рождения Алишера Навои — узбекского поэта, мыслителя и государственного деятеля                    | Аверс 3009-0043 | Реверс 3009-0043 |
| 6 марта 1991    | 3009-0044        | 2 500 000 - Обычное исполнение 350 000 — пруф | 1                  | медно- никелевый сплав | 125-летие со дня рождения русского физика П. Н. Лебедева                                                          | Аверс 3009-0044 | Реверс 3009-0044 |
| 9 апреля 1991   | 3111-0009        | 35 000 — пруф                                 | 3                  | серебро                | Исторические памятные и юбилейные даты: 30 лет первого полета человека в космос — памятник Ю.А. Гагарину в Москве | Аверс 3111-0009 | Реверс 3111-0009 |
| 12 апреля 1991  | 3412-0001        | 9 000 — бриллиант-анциркулейтед               | 5                  | палладий               | Русский балет: Танцующая балерина                                                                                 | Аверс 3412-0001 | Реверс 3412-0001 |
| 12 апреля 1991  | 3414-0002        | 15 000 — бриллиант-анциркулейтед              | 10                 | палладий               | Русский балет: Танцующая балерина                                                                                 | Аверс 3414-0002 | Реверс 3414-0002 |
| 12 апреля 1991  | 3415-0010        | 3 000 — пруф                                  | 25                 | палладий               | Русский балет: Танцующая балерина                                                                                 | Аверс 3415-0010 | Реверс 3415-0010 |
| 12 апреля 1991  | 3415-0011        | 27 000 — бриллиант-анциркулейтед              | 25                 | палладий               | Русский балет: Танцующая балерина                                                                                 | Аверс 3415-0011 | Реверс 3415-0011 |
| 22 апреля 1991  | 3111-0010        | 25 000 — пруф                                 | 3                  | серебро                | 250 лет открытия Русской Америки: Крепость Росс, 1812 г.                                                          | Аверс 3111-0010 | Реверс 3111-0010 |
| 22 апреля 1991  | 3318-0015        | 6 500 — пруф                                  | 150                | платина                | 250 лет открытия Русской Америки: Иоанн Вениаминов — миссионер и просветитель, XIX в.                             | Аверс 3318-0015 | Реверс 3318-0015 |
| 22 апреля 1991  | 3415-0012        | 6 500 — пруф                                  | 25                 | палладий               | 250 лет открытия Русской Америки: Бухта Трёх Святителей                                                           | Аверс 3415-0012 | Реверс 3415-0012 |
| 22 апреля 1991  | 3415-0013        | 6 500 — пруф                                  | 25                 | палладий               | 250 лет открытия Русской Америки: Ново-Архангельск                                                                | Аверс 3415-0013 | Реверс 3415-0013 |
| 23 апреля 1991  | 3009-0045        | 2 500 000 - Обычное исполнение 350 000 — пруф | 1                  | медно- никелевый сплав | 100-летие со дня рождения С.С. Прокофьев                                                                          | Аверс 3009-0045 | Реверс 3009-0045 |
| 15 мая 1991     | 3009-0046        | 2 500 000 - Обычное исполнение 350 000 — пруф | 1                  | медно- никелевый сплав | Махтумкули — туркменский поэт и мыслитель                                                                         | Аверс 3009-0046 | Реверс 3009-0046 |
| 25 июля 1991    | 3012-0011        | 2 500 000 - Обычное исполнение 350 000 — пруф | 5                  | медно- никелевый сплав | Архангельский собор в Москве                                                                                      | Аверс 3012-0011 | Реверс 3012-0011 |
| 20 августа 1991 | 3009-0047        | 2 500 000 - Обычное исполнение 350 000 — пруф | 1                  | медно- никелевый сплав | 100-летие со дня рождения К. В. Иванова — чувашского поэта                                                        | Аверс 3009-0047 | Реверс 3009-0047 |
| 3 сентября 1991 | 3111-0011        | 40 000 — пруф                                 | 3                  | серебро                | 500-летие единого Русского государства: Большой театр, 1825 г.                                                    | Аверс 3111-0011 | Реверс 3111-0011 |
| 3 сентября 1991 | 3111-0012        | 40 000 — пруф                                 | 3                  | серебро                | 500-летие единого Русского государства: Триумфальная арка, Москва, 1834 г.                                        | Аверс 3111-0012 | Реверс 3111-0012 |
| 3 сентября 1991 | 3216-0004        | 1 500 — пруф                                  | 50                 | золото                 | 500-летие единого русского государства: Исаакиевский собор, XIX в., С.-Петербург                                  | Аверс 3216-0004 | Реверс 3216-0004 |
| 3 сентября 1991 | 3217-0016        | 14 200 — пруф                                 | 100                | золото                 | 500-летие единого русского государства: Л.Н. Толстой (1828-1910) – русский писатель                               | Аверс 3217-0016 | Реверс 3217-0016 |
| 3 сентября 1991 | 3318-0016        | 16 000 — пруф                                 | 150                | платина                | 500-летие единого русского государства: Отечественная война 1812 года                                             | Аверс 3318-0016 | Реверс 3318-0016 |
| 3 сентября 1991 | 3415-0014        | 12 000 — пруф                                 | 25                 | палладий               | 500-летие единого русского государства: Отмена крепостного права, 1861 г                                          | Аверс 3415-0014 | Реверс 3415-0014 |
| 1 октября 1991  | 3214-0001        | 6 000 — бриллиант-анциркулейтед               | 10                 | золото                 | Русский балет: Танцующая балерина (585 проба)                                                                     | Аверс 3214-0001 | Реверс 3214-0001 |
| 1 октября 1991  | 3215-0001        | 1 500 — пруф                                  | 25                 | золото                 | Русский балет: Танцующая балерина                                                                                 | Аверс 3215-0001 | Реверс 3215-0001 |
| 1 октября 1991  | 3215-0002        | 5 000 — бриллиант-анциркулейтед               | 25                 | золото                 | Русский балет: Танцующая балерина (585 проба)                                                                     | Аверс 3215-0002 | Реверс 3215-0002 |
| 1 октября 1991  | 3216-0005        | 1 500 — пруф                                  | 50                 | золото                 | Русский балет: Танцующая балерина                                                                                 | Аверс 3216-0005 | Реверс 3216-0005 |
| 1 октября 1991  | 3216-0006        | 2 400 — бриллиант-анциркулейтед               | 50                 | золото                 | Русский балет: Танцующая балерина (585 проба)                                                                     | Аверс 3216-0006 | Реверс 3216-0006 |
| 1 октября 1991  | 3217-0017        | 1 500 — пруф                                  | 100                | золото                 | Русский балет: Танцующая балерина                                                                                 | Аверс 3217-0017 | Реверс 3217-0017 |
| 1 октября 1991  | 3217-0018        | 1 200 — бриллиант-анциркулейтед               | 100                | золото                 | Русский балет: Танцующая балерина (585 проба)                                                                     | Аверс 3217-0018 | Реверс 3217-0018 |
| 3 октября 1991  | 3012-0012        | 2 500 000 - Обычное исполнение 350 000 — пруф | 5                  | медно- никелевый сплав | Здание Госбанка в Москве                                                                                          | Аверс 3012-0012 | Реверс 3012-0012 |
| 10 октября 1991 | 3512-0001        | 550 000 50 000 — бриллиант-анциркулейтед      | 5                  | биметалл (разное)      | Красная книга: Рыбный филин                                                                                       | Аверс 3512-0001 | Реверс 3512-0001 |
| 10 октября 1991 | 3512-0002        | 550 000 50 000 — бриллиант-анциркулейтед      | 5                  | биметалл (разное)      | Красная книга: Винторогий козел                                                                                   | Аверс 3512-0002 | Реверс 3512-0002 |
| 16 октября 1991 | 3009-0048        | 2 500 000 - Обычное исполнение 350 000 — пруф | 1                  | медно- никелевый сплав | 850-летие со дня рождения Низами Гянджеви — персидско-азербайджанского поэта и мыслителя                          | Аверс 3009-0048 | Реверс 3009-0048 |
| 13 ноября 1991  | 3012-0013        | 2 500 000 - Обычное исполнение 350 000 — пруф | 5                  | медно- никелевый сплав | Памятник Давиду Сасунскому в Ереване                                                                              | Аверс 3012-0013 | Реверс 3012-0013 |
| 5 декабря 1991  | 3011-0003        | 2 500 000 - Обычное исполнение 350 000 — пруф | 3                  | медно- никелевый сплав | 50-летие разгрома немецко-фашистских войск под Москвой                                                            | Аверс 3011-0003 | Реверс 3011-0003 |
| 12 декабря 1991 | 3009-0049        | 250 000 — Пруф-лайк                           | 1                  | медно- никелевый сплав | XXV Олимпийские игры 1992 года, Барселона: Метание копья                                                          | Аверс 3009-0049 | Реверс 3009-0049 |
| 12 декабря 1991 | 3009-0050        | 250 000 — Пруф-лайк                           | 1                  | медно- никелевый сплав | XXV Олимпийские игры 1992 года, Барселона: Велосипедный спорт                                                     | Аверс 3009-0050 | Реверс 3009-0050 |
| 12 декабря 1991 | 3009-0051        | 250 000 — Пруф-лайк                           | 1                  | медно- никелевый сплав | XXV Олимпийские игры 1992 года, Барселона: Тяжёлая атлетика                                                       | Аверс 3009-0051 | Реверс 3009-0051 |
| 12 декабря 1991 | 3009-0052        | 250 000 — Пруф-лайк                           | 1                  | медно- никелевый сплав | XXV Олимпийские игры 1992 года, Барселона: Борьба                                                                 | Аверс 3009-0052 | Реверс 3009-0052 |
| 12 декабря 1991 | 3009-0053        | 250 000 — Пруф-лайк                           | 1                  | медно- никелевый сплав | XXV Олимпийские игры 1992 года, Барселона: Бег                                                                    | Аверс 3009-0053 | Реверс 3009-0053 |
| 12 декабря 1991 | 3009-0054        | 250 000 — Пруф-лайк                           | 1                  | медно- никелевый сплав | XXV Олимпийские игры 1992 года, Барселона: Прыжки в длину                                                         | Аверс 3009-0054 | Реверс 3009-0054 |